# Hubert Schlafly

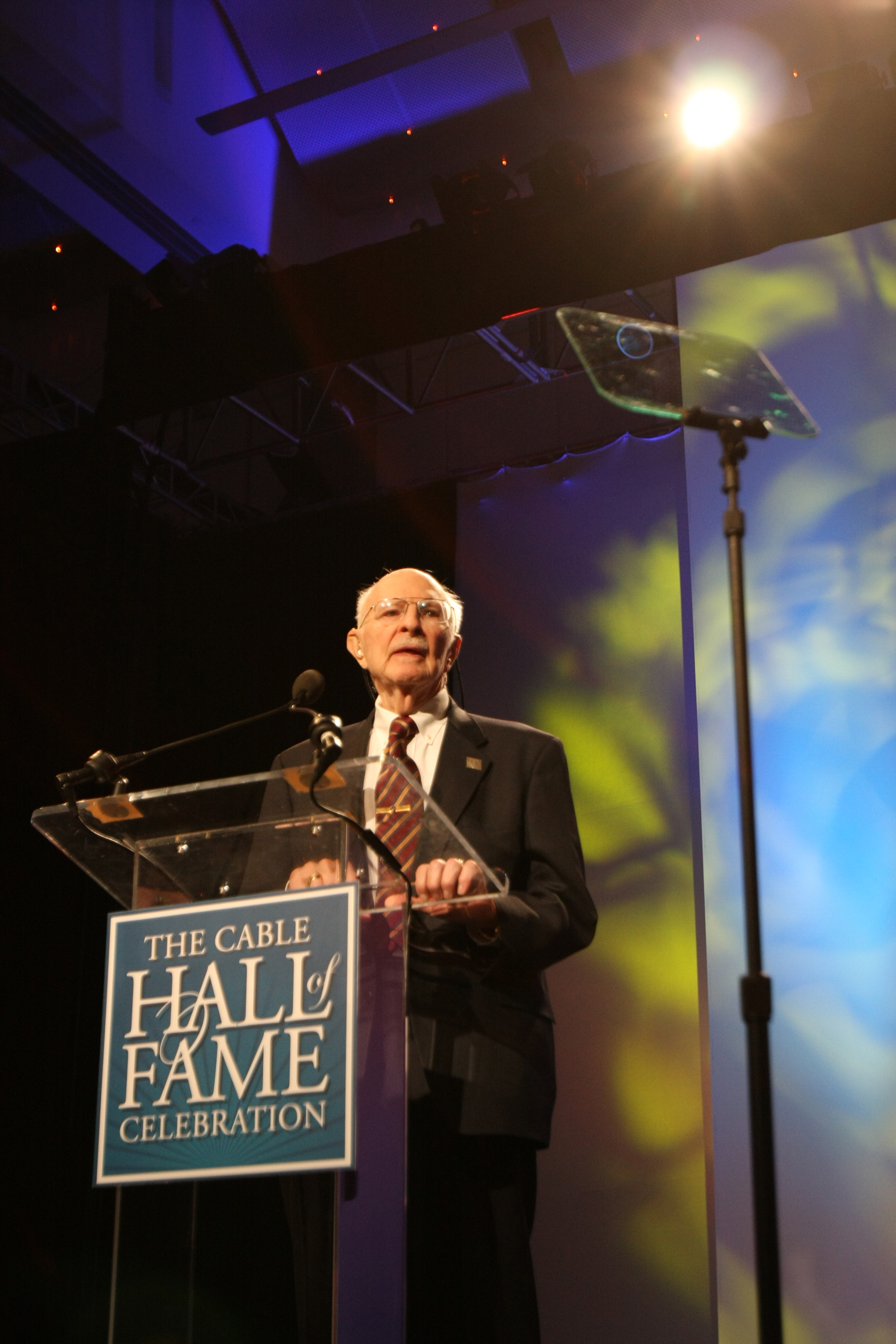
Schlafly die de autocue gebruikt tijdens zijn Cable Hall of Fame speech

Hubert Joseph (Hub) Schlafly Jr. (Saint Louis (Missouri), 14 augustus 1919 – Stamford (Connecticut), 20 april 2011) was een Amerikaans elektrotechnisch ingenieur. Hij is vooral bekend als mede-uitvinder van de autocue. Daarnaast was hij een pionier op het gebied van satelliettelevisie binnen de entertainmentindustrie.

## Biografie
Als kind verhuisde Schlafly regelmatig vanwege zijn vaders werk als olieboer op zoek naar nieuwe oliebronnen. Hij studeerde af aan de St. Louis University High School en verkreeg later een bachelorgraad in de elektrotechniek aan de Universiteit van Notre Dame in 1941. Hij werkte vervolgens enkele jaren voor General Electric en bij het MIT Radiation Lab voordat hij in 1947 bij 20th Century Fox werd aangenomen als Director of Television Research.
Begin jaren 1950 vond Schlafly de teleprompter (autocue) uit. De uitvinding kwam tot stand doordat soapacteur Fred Barton zijn tekst niet kon onthouden. Irving Berlin Kahn, vicepresident van radio en televisie van 20th Century Fox, benaderde daarop Schlafly, hoofd onderzoek, voor een oplossing. Hierop ontwikkelde hij de teleprompter, een op een koffer lijkend toestel dat naast de camera was gemonteerd en mechanisch een lopende papierrol toonde waarop de tekst werd weergegeven. Omdat Fox geen investering wilde doen, richtten de drie heren de TelePrompTer Corporation op. Tot 1972 was Schlafly er president. Later verkochten ze het bedrijf aan Westinghouse.
Zijn autocue werd voor het eerst in december 1950 gebruikt op de set van de soapserie The First Hundred Years. Kort daarna werd het een standaard hulpmiddel tijdens live-uitzendingen, zoals de The Tonight Show en de The Ed Sullivan Show. De grote doorbraak kwam in 1952, toen voormalig president Herbert Hoover de eerste politicus was die de autocue gebruikte tijdens een toespraak op de Republican National Convention in Chicago.
Naast de autocue wordt Schlafly ook geëerd voor zijn verdiensten bij het promoten van uitzending van televisiesignalen via de satelliet. Samen met Sidney Topol, die werkte voor Scientific Atlanta, construeerde Schlafly een verplaatsbare satellietontvanger voor het verkrijgen van satellietsignalen speciaal voor televisie. Zijn eerste demonstratie van satelliettelevisie was in 1973 toen voorzitter van Huis van Afgevaardigden Carl Albert sprak op een conventie van de National Cable Television Association in het Californische Anaheim vanuit zijn kantoor in Washington D.C. Later noemde Schlafly Alberts toespraak via een satellietverbinding zijn grootste bijdrage tot de kabeltechnologie. In 1975 was hij actief betrokken bij HBO's satelliettransmissie van de "The Thrilla in Manila"-bokswedstrijd tussen Joe Frazier en Muhammad Ali – een mijlpaal in de demonstratie van satelliettelevisie.
In 2008 werd Schlafly opgenomen in de Cable Hall of Fame. In de toespraak die hij hield tijdens de introductieceremonie, bekende hij dat dit de eerste keer was dat hijzelf gebruikmaakte van de autocue, welke hij vijftig jaar eerder had uitgevonden. Verder werd hij onderscheiden met twee Emmy Awards (1992 en 1999) voor zijn bijdragen aan de kabeltelevisietechnologie en met een Vanguard Award for Science and Technology van de National Cable and Telecommunications Association.
- Library of Congress Control Number: n79136605
- Nationale bibliotheek van Australië: 36325549
- Virtual International Authority File: 94563029
- WorldCat: E39PBJjd966tTQFT8HQ6rjhJXd